# Barnadi
Barnadi, Bornadi o Lokhaitora és un riu de l'Índia a Assam, que neix a les muntanyes del Himalaia i entra a la vall del Brahmaputra. Avança cap al sud i passa per diverses viles com Sonarikhal i Magamuri (a uns 5 km de la riba). El riu s'utilitza per al comerç i poden navegar bots fins de 4 tones tot l'any fins a Sonarikhal i fins a Malmuragaon e l'època de pluges. Té una longitud d'uns 160 km.